# Limited addiction/We Will Win! -ココロのバトンでポ・ポンのポ〜ン☆-
「Limited addiction/We Will Win! -ココロのバトンでポ・ポンのポ〜ン☆-」（リミテッド アディクション/ウィー ウィル ウィン! ココロのバトンでポ・ポンのポーン）は、東京女子流の7枚目の両A面シングル。2011年8月24日にavex traxから発売された。

## 概要
「Limited addiction」は2011年5月の1st JAPAN TOURで初披露された楽曲。
「We Will Win! -ココロのバトンでポ・ポンのポ〜ン☆-」はテレビアニメ『プリティーリズム・オーロラドリーム』の第2期エンディングテーマ。7月20日より先行配信が実施されている。
Type-A、Type-B（いずれもCDとDVDのセット）、Type-C（CD-EXTRA仕様）、Type-D（CDのみ）の4形態。
2011年8月23日付のオリコンデイリーランキングで初登場5位、9月5日付のウィークリーランキングで初登場11位を記録し、2012年10月17日に発売になった「ROAD TO BUDOKAN 2012 〜Bad Flower〜」の4位にランクインするまで順位・売上枚数ともに当時の自己ベスト記録を更新した。

## 収録曲
1. Limited addiction（=TGS13）
作詞：鈴木静那、作曲：大西克己、編曲：松井寛
2. We Will Win! -ココロのバトンでポ・ポンのポ〜ン☆-（=通番外）
作詞：池畑伸人、作曲・編曲：長岡成貢
3. Don't Be Cruel（=TGS14）
作詞：渡邊亜希子、作曲：安部純、編曲：松井寛
Type-C、Type-Dに収録。
4. Limited addiction -Unlimited addiction Mirrorball Royal Mix-
Type-Dにのみ収録。
5. Limited addiction -Instrumental-
6. We Will Win! -ココロのバトンでポ・ポンのポ〜ン☆- -Instrumental-
7. Don't Be Cruel -Instrumental-
Type-C、Type-Dに収録。

### DVD

#### Type-A
1. おでかけムービー〜神奈川県・海編〜

#### Type-B
1. Limited addiction (Video Clip)
ミュージック・ビデオ監督：井上哲央[3]
2. メイキング映像

### CD-Extra

#### Type-C
1. 1st JAPAN TOUR 2011〜鼓動の秘密〜でのライブ映像
（Limited addiction、 孤独の果て〜月が泣いている〜、 Attack Hyper Beat POP）